# Eusebi Güell
Eusebi Güell i Bacigalupi (ur. 15 grudnia 1846 w Barcelonie, zm. 9 lipca 1918 tamże) – kataloński inżynier i przedsiębiorca, znany za sprawą finansowania dzieł słynącego z wyjątkowych projektów secesyjnego architekta Antonia Antoni Gaudíego.

## Życiorys
Urodził się jako syn Joana Güell i Ferrer, przedsiębiorcy z Torredembarry, który wzbogacił się na Kubie i prowadził rozliczne interesy w Barcelonie. Jego matka pochodziła z zamożnej rodziny kupców genueńskich, którzy osiedli w Katalonii pod koniec XVIII w. Spotkał Gaudíego na początku jego kariery i będąc pod wrażeniem jego projektów finansował niektóre z nich.
Güell nabył ziemię w Barcelonie i zatrudnił Gaudíego, by zaprojektował osiedle dla bogaczy, jednak architektura ta nie znalazła wśród elit uznania. Zbudowano tylko dwa domy, a w 1923 roku rodzina Güella sprzedała posiadłość miastu jako Park Güell.
Król Alfons XIII nobilitował Güella do godności hrabiego w 1918 roku. Güell zmarł w swoim domu w Parku Güell w 1918 r.

## Zrealizowane dzieła Gaudíego noszące imię fundatora
- Finca Güell, 1884-1887
- Pałac Güell, 1886-1888
- Bodegas Güell, 1895
- Colonia Güell, 1908-1916
- Park Güell, 1900-1914